# Матрух (мухафаза)
Матру́х (араб. مطروح‎) — мухафаза в Арабской Республике Египет. Расположена на северо-западе страны. Административный центр — город Мерса-Матрух. Площадь 166 563 км², что составляет более одной пятой от всей территории Египта. Большой потенциал для развития туризма.

## География
Большую часть территории мухафазы занимает безжизненная Ливийская пустыня. В центре её находится глубокая впадина Каттара.

## Административное деление
Мухафаза состоит из 9 административных округов:
- Эль-Хамам
- Эль-Аламейн
- Дабаа
- Мерса-Матрух
- Нагила
- Висария
- Барани
- Эс-Саллум
- Сива